# Roveredo in Piano
Roveredo in Piano (Lavoréit in veneto e friulano occidentale, Lavorêt in friulano) è un comune italiano di 5 745 abitanti del Friuli-Venezia Giulia. Si trova nella provincia di Pordenone. 

## Storia
Le prime testimonianze di insediamenti abitativi a Roveredo risalgono ai tempi della preistoria dove le tombe a tumulo erano presenti nel territorio, oggi purtroppo distrutte. 
Durante l'età antica, invece, Roveredo fu inserita nella X Regio avente come capoluogo Aquileia. Proprio in questo periodo Roveredo prende il suo nome in latino, Roberetum.
Durante il Medioevo, sul finire dell'XIII, fu distrutta secondo ordine del Signore di Treviso, Gherardo da Camino, in furia con Aquileia. Nel Quattrocento passò al dominio della Serenissima.
Con la caduta di Venezia nel 1797 Roveredo si aggregò a Pordenone e recuperò l'autonomia nel 1816 entrando nel Regno Lombardo-Veneto. La storia successiva alla partecipazione ai moti risorgimentali e all'annessione all'Italia del 1866 ha seguito quella del resto dell’allora Provincia di Udine.

### Simboli
Lo stemma è stato concesso con regio decreto del 1º febbraio 1938.
Il gonfalone, concesso con D.P.R.
del 24 ottobre 1975, è un drappo di azzurro.

## Monumenti e luoghi d'interesse

### Chiesa parrocchiale
Intitolata a san Bartolomeo apostolo, fu in origine dipendenza della pieve di Porcia.

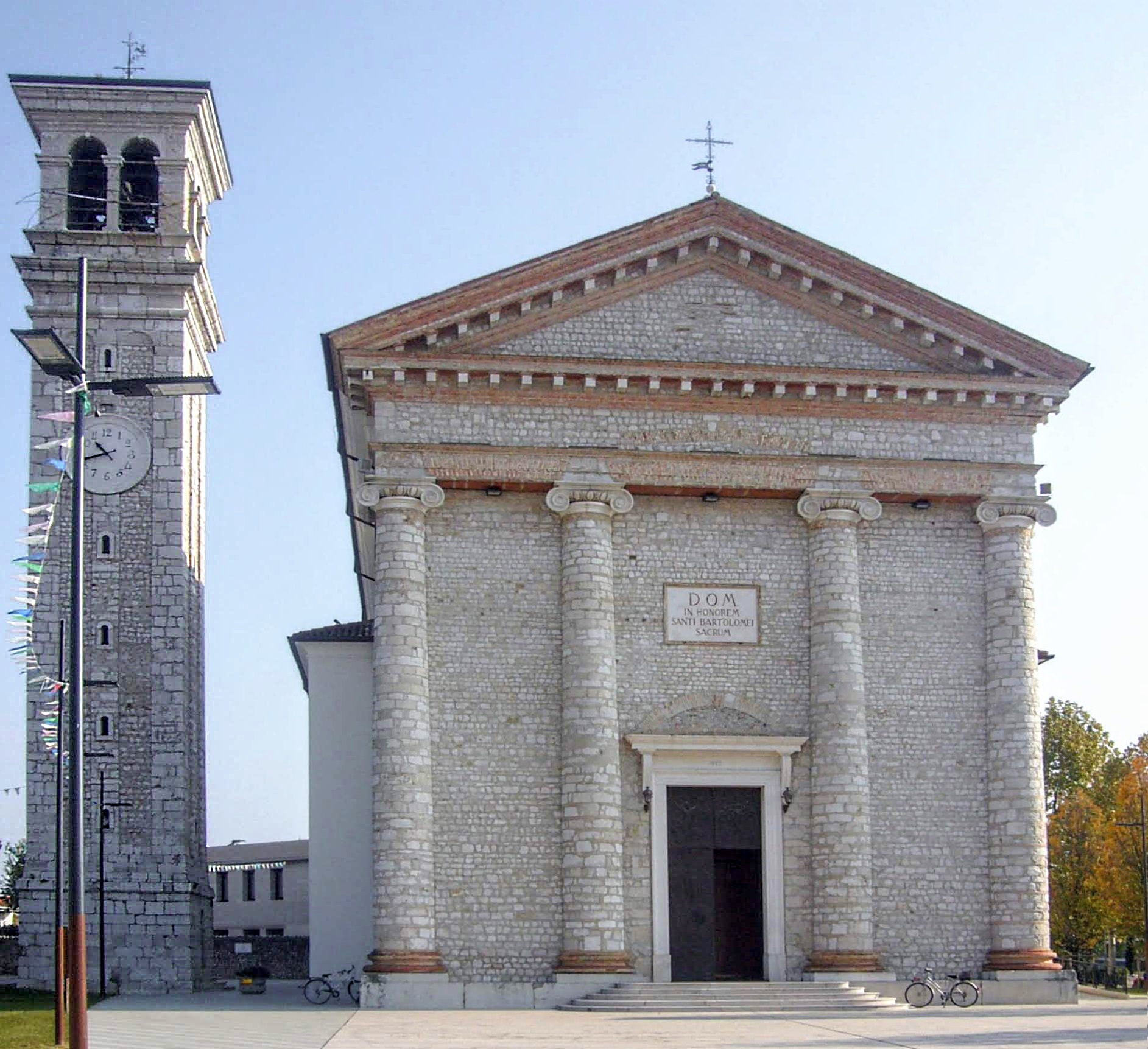
La chiesa parrocchiale

Fondata nel XII secolo, nel 1293 fu incendiata dai soldati di Gherardo III da Camino in lotta contro il patriarca di Aquileia Raimondo della Torre. Ricostruita, venne rasa al suolo durante l'invasione dei Turchi del 1499. Passarono diversi anni prima che la comunità potesse riprendersi e riedificare il luogo sacro: la nuova chiesa fu menzionata per la prima volta nel 1585.
Con la crescita della popolazione si rese sempre più necessario un ampliamento, ma il progetto venne concretizzato solo nel 1854. I lavori, basati sul disegno degli architetti Antonio e Stefano De Marchi, si protrassero più a lungo del previsto per l'imperversare di due epidemie di colera. Riaperta al culto nel 1872, gli ultimi interventi proseguirono fino al 1909 con la posa del pavimento a mosaico e solo nel 1912 avvenne la definitiva consacrazione officiata dal vescovo di Concordia Francesco Isola.

## Società

### Evoluzione demografica
Abitanti censiti

### Etnie e minoranze straniere
Al 31 dicembre 2015 gli stranieri residenti nel comune sono 410, ovvero il 6,87% della popolazione. Di seguito sono riportati i gruppi più consistenti:
1. Romania, 162
2. Albania, 31
3. Ghana, 26

### Lingue e dialetti
Secondo un'inchiesta eseguita per l'Atlante storico-linguistico-etnografico friulano nel 1966 e rivista nel 1968, a Roveredo si parla un dialetto sostanzialmente veneto, benché vi sussistano tracce della lingua friulana. Nella ricerca si osservava che queste erano più vitali nelle generazioni più anziane rispetto ai giovani, ma non si riscontrava una distinzione tra dialetto "volgare" e "civile".
Roveredo non rientra quindi tra i comuni friulanofoni ufficialmente riconosciuti.

## Geografia antropica
Il centro abitato è costruito secondo lo schema romano: il cardo e il decumano che corrispondono a via Garibaldi e via XX Settembre. Anticamente il villaggio era diviso in 12 borgate: Platha, Tavjela, Villotes, Moro, Runcadei, Forcate, Puart, San Bastian, Sant'Anna, Codes, Borgo Nuovo, Sacon, che al giorno d'oggi vengono fatte rivivere in occasione del gioco dei "Pindoi" che si tiene l'ultima domenica di agosto durante la sagra di san Bartolomeo, patrono del comune.